# 야마노 샤린
야마노 샤린(일본어: 山野 車輪, 1971년 - )은 일본의 만화가로, 《만화 혐한류》와 《만화 혐중국류》의 작가이다. 자신의 본명이나 거주지, 학력 등의 신상 정보가 일체 공개되어 있지 않다.

## 같이 보기
- 사쿠라이 마코토
- 니시무라 슈헤이
- 코바야시 요시노리
- 오선화(고젠카)
- 대필작가(고스트라이터)
- 일본회의
- 일본의 우익 단체
- 브리지트 바르도